# Парламентське насильство
Парламентське насильство ― насильство, яке відбувається між членами парламенту під час засідань. Воно може бути спричинене розбіжністю політичних поглядів, обвинуваченням в злочинній діяльності, сумнівом в чесності голосування тощо.

## Поширеність явища
Конфронтаційна природа політики і високі ставки при прийнятті рішень, незалежно від країни, є додатковими стресорами.
У дослідженні 2023 року було виявлено 375 інцидентів насилля в парламентах 78 країн світу в період між 1980 і 2018 роком.

## Стародавній Рим

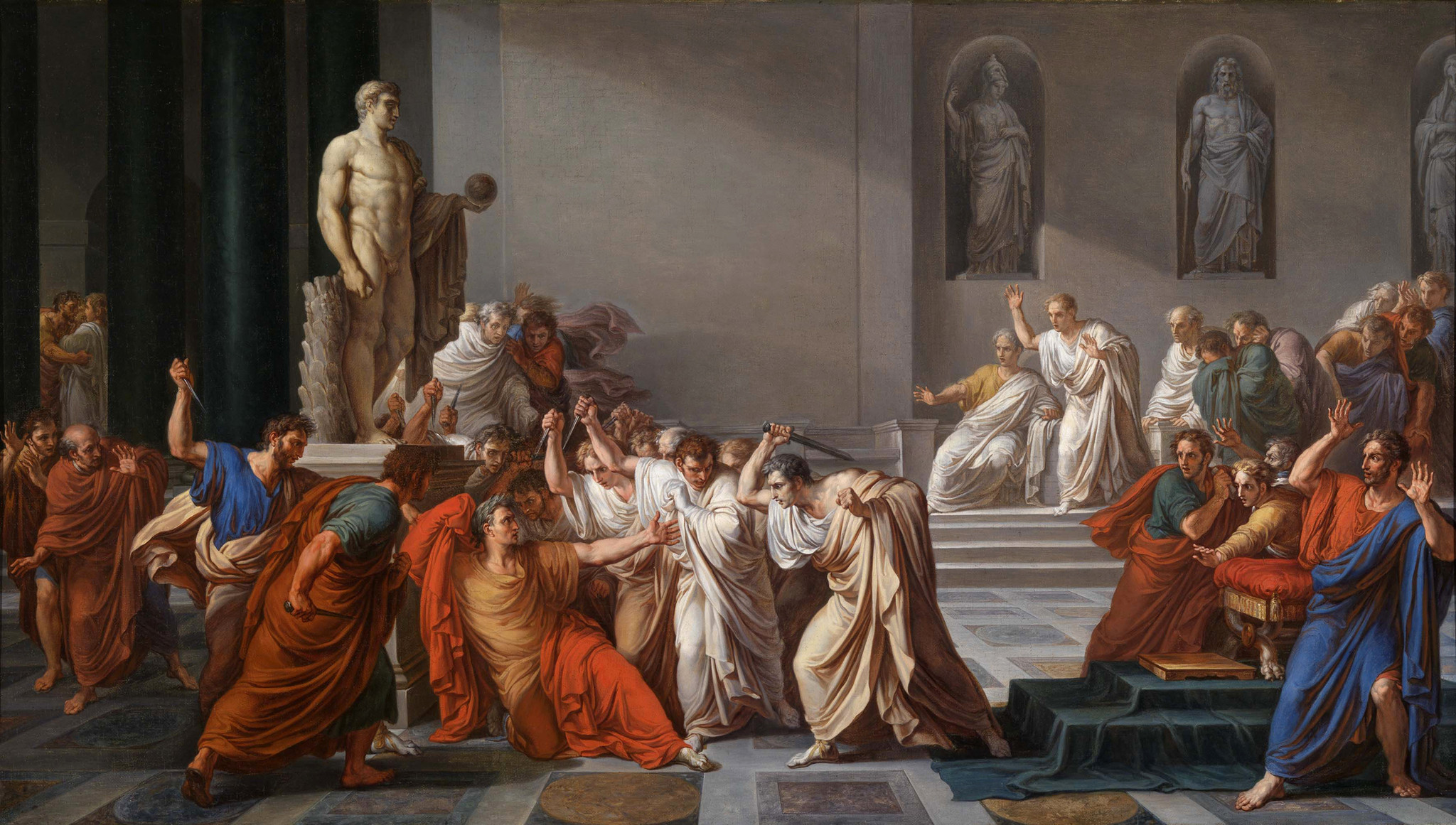
Парламенське насильство в Римі. Картина "Morte de Césare" (Смерть Цезаря) Вінченцо Камуччіні

44 року до н. е. група прибічників республіки під час засідання сенату убила 56-річного диктатора Юлія Цезаря. Його смерть стала приводом до третьої громадянської війни.

## Грузія
У листопаді 2002 року депутат грузинського парламенту Петро Цискарішвілі вдарив в обличчя кастетом свого колегу Давида Саганелідзе. Бійки в парламенті Грузії часто траплялися і після цього: у травні 2003 року опозиційними депутатами було побито віце-спікер Вахтанга Рчеулішвілі, після чого потрапив до лікарні. Остання бійка (на фото) сталася у вересні цього року, коли депутат Який Бобохідзе дав ляпас Петру Мамрадзе за те, що той назвав війну 2008 року «провокацією Саакашвілі».

## Іспанія
23 лютого 1982 року відбулася спроба державного перевороту під час якої громадянська гвардія Іспанії на чолі з Антоніо Техеро намагалася захопити нижню палату Генеральних кортесів.

## Італія
У січні 2014 року у парламенті Італії відбулися сутички під час обговорення пенсійної реформи. Все почалося з того, що один із депутатів звинуватив іншого у тому, що його дружина вийшла на пенсію у 39 років, а той виступає за підвищення пенсійного віку.

## Південно-Африканська Республіка
У лютому 2017 року президент країни мав виступити в парламенті. Однак депутатам від партії "Борці за економічну свободу" закортіло зірвати виступ політика. Вони вдяглися в однакові червоні сорочки, а прихильники президента прийшли в білих. Відповідно, люди в білих сорочках намагалися захистити президента і витіснити з зали засідань парламенту опонентів. Це їм вдалося, і бійка продовжилася вже на прилеглій до парламенту території, рознімати депутатів прийшлося поліції. Втім, це виявилося не такою простою справою, отже, правоохоронці були змушені застосувати світлошумові гранати, щоб зупинити кровопролиття.

## Південна Корея
Масова бійка сталася у парламенті Південної Кореї у липні 2009 року під час обговорення нового закону про засоби масової інформації. Зіткнення нагадувало слем, у якому брали участь усі депутати: жінки голосно кричали і тягали один одного за одяг, чоловіки намагалися перекинути на опонентів меблі та стрибали в натовп тих, хто бився, з трибун. В результаті бійки одного депутата було госпіталізовано.

## Тайвань
Бійки та сутички між депутатами є доволі частою справою на Тайвані: депутати кидають один в одного черевиками, книгами та мікрофонами. 
2010 року депутати влаштували в залі засідань поєдинок дзюдо, а під час обговорення одного із законопроектів опозиційний депутат спробував з'їсти його текст, щоб зупинити голосування. Під час масової бійки у січні 2010 року представник опозиційної фракції покусав депутата від правлячої партії. Британський таблоїд Daily Mail навіть стверджував, що бійки в парламенті Тайваню інсценуються спеціально, а депутати зідзвонюються заздалегідь і просять один одного одягнути цього дня легке спортивне взуття.
Одна з найепічніших бійок сталася 27 листопада 2020 року, коли опозиційна партія "Гоміндан" протестувала проти того, що уряд дозволив імпорт в країну американської свинини. Урядовці отримали від депутатів не тільки стусани, але й несподівані «подарунки» у вигляді свинячих нутрощів та крові, які опозиціонери заздалегідь принесли у відрах.

## Туреччина
Трагічно закінчилася бійка у турецькому парламенті у січні 2001 року. Близько 20 депутатів почали бити один одного на засіданні, під час якого правляча партія запропонувала скоротити час обговорення законопроектів. Декілька депутатів від ультраправої Партії національного руху повалили на підлогу курда Февзі Сіханліоглу і завдали йому п'ять чи шість ударів по голові. За кілька годин Сіханліоглу помер від серцевого нападу.
Масові сутички в турецькому парламенті відбулися також 11 січня 2017 року в ході гострих дебатів щодо пропозицій про розширення виконавчих повноважень президента Реджепа Тайіпа Ердогана. Під час бійки одному з депутатів зламали носа.